# 호주제
호주제(戶主制)는 가족 관계를 호주(戶主)와 그의 가족으로 구성된 가(家)를 기준으로 정리하던 2007년 12월 31일 이전의 민법의 가(家) 제도 또는 호적 제도를 말한다. 이는 호주를 중심으로 호적에 가족집단(家)을 구성하고 이를 아버지에서 아들로 이어지는 남계혈통을 통해 대대로 영속시키는 제도였다.
대한민국에서는 호주의 성과 본이 아닌 아버지의 성(姓)과 본(本)을 따라왔고 부부별성(夫婦別姓)이 확고한 원칙이므로, 자의 성과 본(제781조)은 호주제와 무관하다.
호주제(戶主制)는 헌법재판소의 헌법불합치 결정과 2005년 3월의 민법 개정에 따라 2008년 1월 1일에 폐지되었다. 2008년 이후 개인의 가족관계는 가족관계등록법이 시행되어 가(家)가 아닌 개인을 기준으로 가족관계등록부에 작성되고 있다.

## 역사
조선총독부는 조선민사령을 개정하여 1923년 7월 1일에 민적법(1909년부터 시행)을 폐지하고 일본식 호적제도를 시행했는데, 이를 통해 일본의 이에 제도가 한국에 이식되었다. 이후 이에 제도를 포함한 일본 민법(1947년 12월 31일 이전의 것)은 대한민국 민법이 시행(1960년 1월 1일)되기 전까지 한국에서 의용(依用)되었다.
그런데, 제2차 세계대전 종전 후 일본은 '가부장적인 이에 제도가 양성평등에 기초한 새로운 헌법에 맞지 않는다'며 1948년 1월 1일에 민법에서 해당 규정을 전부 삭제하였다. 반면, 대한민국 정부는 1954년에 종전의 일본 민법의 이에 제도와 거의 같은 호주제 규정을 담고 있는 민법안을 국회에 제출하였다. 이에 대해 '혼인의 남녀동권'을 헌법적 혼인질서의 기초로 선언한 당시 헌법에 맞지 않으므로 이를 삭제해야 한다는 의견이 있었으나, 가부장적 가족제도에 익숙한 다수의 의견에 밀려 관철되지 못했다.
이후 1975년, 1986년, 1988년에 호주제 폐지를 내용으로 하는 민법개정안이 국회에 제출되었으나 폐기되었다. 2000년부터 호주제 폐지는 여성계 시민단체의 가장 중요한 이슈에서 사회전체의 중요 이슈가 되었고, 2001년에는 법원을 통해 헌법재판소에 호주제 관련 위헌법률심판이 여러건 제청되었다.
2002년 12월 대통령선거에서 호주제 폐지를 공약으로 내건 노무현 후보가 당선됨으로써 호주제 폐지는 박차가 가해졌고, 노무현 정부는 2003년과 2004년에 호주제 폐지법안을 국회에 제출하였다. 국회는 2005년 2월에 호주제 폐지법안을 표결에 붙이기로 여야가 합의했고, 이 즈음 헌법재판소가 호주제는 '혼인과 가족생활은 개인의 존엄과 양성의 평등을 기초로 성립·유지되어야 한다'고 규정한 헌법에 위반된다고 결정(2005. 2. 3. 2001헌가9·10·11·12·13·14·15, 2004헌가5(병합) 전원재판부)하였다.
대한민국 국회는 2005년 3월 2일 호주제 폐지를 내용으로 하는 민법개정안을 통과시켰고, 이 법안은 3월 31일 공포되어 3년의 준비기간을 거친 후 2008년 1월 1일부터 시행되었다.

### 폐지
한국에서 호주제 폐지를 처음 주장한 것은 이태영, 이우정 등이었다. 특히 1952년 변호사를 개업한 직후부터 이태영은 호주제 폐지를 주장해왔다. 1952년부터 그는 호주제가 국민 개개인의 평등권에 위배된다는 점과 수직적이고 위계적인 관계를 조장한다는 점을 지적하여 매번 위헌 심판과 헌법 소원을 청구하였다. 또한 호주제가 호주가 사망하면 장남으로 상속되어, 어머니나 누나 등의 가족도 장남보다 위계서열이 낮다는 점도 문제점으로 지적, 제기하였다. 그의 호주제에 대한 위헌심판이나 헌법소원은 초기에는 법원에 채택조차 되지 않았다. 그러나 계속적으로 청구한 결과 법원에서 그의 호주제 위헌 심판 청구와 호주제에 대한 헌법소원을 받아들이기는 했지만 번번히 기각시켰다. 그는 호주제는 호주승계 순위를 장남→기타 아들→미혼의 딸→처→어머니→며느리 순으로 정해 놓아 아들 선호를 조장하였고 가족 서열을 문란하게 만든다고 주장했다. 아들을 1순위로 하는 호주승계제도는 아들이 딸보다 더 중요하다는 관념과 아들이 어머니나 누나보다도 상위 개념에 놓이는 악습이라고 지적했다.
비록 그의 생전에는 호주제 폐지를 보지 못했지만 이후의 여성운동가들의 꾸준한 동참으로 결국 1999년 5월 여성단체연합의 주도로 호주제폐지운동본부가 발족되고, 바로 대한민국의 여성단체들이 유엔 인권이사회에 호주제도의 인권침해성에 대한 이견을 제기, 그해 11월 5일 호주제도의 불합리성을 지적하여 폐지 권고 결의가 나왔으며, 2000년 9월 22일 호주제 폐지를 위한 시민연대가 발족하여, 호주제 폐지 국회 청원이 시작되었다.
2003년 1월 9일 여성부는 호주제 폐지 및 '가족별 호적편제'도입 방안을 추진하였고, 2월 16일 참여정부 대통령직 인수위원회는 호주제 폐지를 ‘12대 국정과제’로 선정하였다. 2003년 9월 4일 법무부는 호주제 폐지 민법 개정안을 입법예고하였고, 같은 해 11월 20일 헌법재판소의 호주제 첫 공개변론이 시작되었다. 헌법재판소는 5차에 걸친 공개변론 후, 2월 3일 호주제 규정 민법 781조 1항 및 778조의 헌법불합치를 판결내렸다. 이로서 2005년 3월 2일 호주제 폐지를 골간으로 하는 민법 개정안이 국회를 통과하였다. 그가 호주제 폐지 주장을 시작한지 51년만에 호주제에 대한 수정이 시작되고, 그가 폐지운동을 시작한지 53년만에 호주제는 완전히 폐지되었다.

#### 폐지 직전
법무부 장관이 되기 전 강금실은 호주제 폐지를 공언하였다. 강금실은 2000년 1월 이석태 변호사와 함께 ‘호주제 폐지를 위한 법적 접근’이라는 제목의 논문을 저술한 것으로 알려져 관심을 모으고 있다. 그는 논문에서 “호주제는 가족·배우자 사이의 주종관계를 전제한다는 점에서 명백히 헌법의 평등권보장 취지와 인권이념에 반한다”고 주장했다. 강금실은 호주 제도는 헌법을 위반한 것이라고 주장하였다.
강장관은 호주제가 지금까지 존속할 수 있었던 이유에 대해 “일제시대 봉건적 유교 이데올로기와 일본 천황제 파시즘이 결합, 남한 사회에 정착한 이후 권위주의 정권이 이를 적극적으로 정권유지에 부합하는 제도로 유지·고착시켰기 때문”이라고 분석했다. 특히 “호주제는 단순히 남성 중심의 문화적 의식구조에 의해 유지된 것이 아니라 구한말 봉건제적 세계관의 한계를 지닌 복고주의에서 벗어나지 못하고 있는 유림세력이 조직적으로 호주제 폐지를 반대했기 때문”이라고 지적하기도 했다.  그는 이어 “호주제는 우리 사회에 너무 오래 뿌리박혀 있었기 때문에 국회의 입법을 통한 방법만으로는 부족하다”며 헌법재판소에 위헌제청과 헌법소원심판청구를 통해 위헌 결정을 받아내는 소송 전략뿐 아니라 유엔 인권이사회에 제소하는 방법 등을 제시하기도 했다. 그는 이석태 등과 함께 호주제 폐지를 위한 전략을 짜기도 했다.
2월 28일에 강금실은 “법무부는 법의 집행뿐 아니라 ‘소수자 집단’의 인권 향상에도 적극 힘써야 한다”며 “이를 위해 남녀불평등을 야기하는 대표적인 독소조항 ‘호주제 폐지’에 적극 나설 방침”이라 하기도 했다.

## 호주제 폐지 논란
여성운동 단체를 중심으로 호주제 폐지 주장이 제기되어 논란이 되어왔으며, 2005년 3월 2일 대한민국 국회에서 호주제도의 폐지를 내용으로 하는 민법 개정안이 통과되었다.
그동안 여성단체 등 호주제 폐지론자들은
- 호주제는 우리의 전통이 아닌, 일제의 잔재다. (참고:이에제도)
- 호주승계 순위에서 남녀차별이 존재하고, 그 결과 하극상이 생기는 등, 현실과 양성평등 이념에 맞지 않다.
- 호주제는 대를 잇는 것을 중시하기 때문에 남아선호사상의 원인이 된다.

라는 등의 이유를 들어 폐지를 주장해왔다. 그리고 호주제 옹호를 주장하는 사람들은
- 호주제가 일제의 잔재라는 주장은 근거없는 거짓, 왜곡 주장이며, 분명한 우리의 전통 가족제도이다. 일제 강점기에 이르러 개조된 것이다.
- 호주는 다른 가족 구성원을 지배할 수 있는 권리가 없고 다른 가족 구성원도 호주에게 복종할 의무가 없으므로, 호주승계 순위를 이유로 남녀차별을 주장하는 것은 일종의 피해의식으로 인한 지나친 확대해석이다.
- 대한민국에서 호주제를 실시하던 당시 호주제가 없는 여러 국가들에서도 남아선호사상이 심했다.

등의 근거로 호주제 옹호를 주장하였다.

## 같이 보기
- 페미니즘
- 대한민국 민법의 가 제도
- 일본 메이지 민법의 이에(家) 제도
- 대한민국 민법에 규정된 자녀의 성과 본
- 양성 쓰기
- 최재천
- 강금실
- 박영숙
- 이태영
- 이우정
- 양성평등
- 가족관계등록부

## 참고 문헌
- 정현수, "호적의 신편제 방안에 관한 연구 :호주제도의 폐지와 관련하여", 동국대학교 법학과 박사학위논문, 1998 Available at RISS: http://www.riss4u.net/link?id=U9570230_002
- 류세형, "호주제 폐지와 새로운 신분등록방안에 대한 고찰", 호남대학교 법학과 석사학위논문, 2005 Available at RISS: http://www.riss4u.net/link?id=U10459626_002
- 조상호, "호주제도에 대한 연구 :호주제도 폐지론을 중심으로", 전북대학교 교육대학원 석사학위논문, 1982 Available at RISS: http://www.riss4u.net/link?id=U863716_002
- 전국사회교사모임, 우리 사회를 움직인 판결, 휴머니스트, 2007. ISBN 9788958621973